# Colibrí amazília ventre-roig
El colibrí amazília ventre-roig (Amazilia castaneiventris) és una espècie d'ocell de la família dels troquílids (Trochilidae) que habita boscos del nord de Colòmbia.